# Inmaculada Riera i Reñé
Inmaculada Riera i Reñé (Barcelona, 31 d'octubre de 1960) és una advocada i política catalana, diputada al Congrés dels Diputats en la VII, IX i X Legislatures.

## Biografia
Llicenciada en Dret per la Universitat de Barcelona, diplomada en Dret Comparat per la Universitat d'Estrasburg, màster en Política i Economia Internacional per la Universitat de Florència i PADE per IESE. És directiva en EEFF a Europa i directiu i consultor econòmic-financer per a pimes.
Militant de Convergència Democràtica de Catalunya, n'és Secretària d'Indústria i Treball, membre del Comitè Executiu del Partit i Consellera Nacional. Ha rebut el Premi Franco Passari de 1991 atorgat per Forex Club Italià.
El 2002 va substituir com a diputat a Madrid Heribert Padrol i Munté, escollit a les eleccions generals espanyoles de 2000 i fins a 2004 fou vicepresidenta Segona de la Comissió d'Economia i Hisenda. Fou escollida diputada per la província de Barcelona per CiU a les eleccions generals espanyoles de 2008 i 2011. Ha estat secretària de la Comissió de Peticions i portaveu adjunta de la Comissió d'Economia i Competitivitat. El 24 de setembre de 2015 va anunciar que renunciava a l'acta de diputada de CDC al Congrés, per reincorporar-se a la seva vida professional.